# エアロソアラ
エアロソアラとは、タカラトミーが2006年より発売している赤外線リモートコントロール模型飛行機の商品名である。

## 概要
この製品は、タカラトミー合併前のトミーが2005年10月の同社商談会で試作品を発表（ITmedia+D LifeStyle）した。当初は2006年4月1日を発売予定としていたが、「好評につき、生産体制に万全を期すため（ITmedia+D LifeStyle）」として2ヶ月ほど発売開始が遅れて発売された。
重量約3.5g（未補強・機体のみ）、室内専用ながら携帯電話のバイブレーター機能に用いられる極小モーターを利用してプロペラを回転させる動力飛行が可能な無線操縦の模型飛行機（電波を利用するラジオコントロールではない）である。組み立て・着色済み。
動力飛行と無線リモートコントロールが可能な模型飛行機としては、2006年10月現在の市販品では最小・最軽量の製品である。なお機体の電源は内蔵コンデンサに、コントローラーの充電用端子に挿し込んで約40秒で充電され、約30秒間プロペラを回すことができる。紙飛行機のように手に持って投げて飛ばす。
価格は2,625円で、キャリングケース付きが3,675円。機体のみは同社「お客様相談室」扱いで1,500円（送料別500円）にて販売されている。コントローラーと充電に利用される単三乾電池3本は別売り。なお機体のコンデンサーは300回程度充電と放電を繰り返すと劣化して機能しなくなるとしており、その際には機体のみ購入してほしいとマニュアルには記載されている。

## 操作
感覚的には競技用の紙飛行機を扱うところにも似ており、調整を含めると児童には扱いにくい。しかしコントローラーはモーターの回転速度を調節するスロットルと左右の方向舵しかない。充電はコントローラー内部のタイマーが自動的にコントロールするほか、一定時間操作しないと機体に内蔵されたマイコンが電圧を監視して自動で放電のためにモーターを回すなど、過充電や過放電が起こらないように設計されている。
左右の方向舵で方向を決め、モーター回転数を上げると緩やかに上昇、回転数を下げると降下する。なおプロペラを停止させると失速して墜落する。
ちなみに機体は持ち方を間違えなければ、軽量で弾力のある発泡スチロール製であり、またモーター出力も小さいため、壁に正面衝突させたり人の頭くらいの高さから落ちたくらいではふわふわと舞ってしまうほどであるため、墜落させてもそう簡単には壊れることは無い。むしろペットを飼っている家庭では、それらペットに飛び掛られるほうが、破損する危険がある。

### 価格と裏腹の高難易度
この玩具の対象年齢は15歳以上となっている。
発泡スチロール製の機体が非常に繊細であることも理由の一つだが、その一方で練習と機体調整を必要としており、購入直後から自由自在というわけには行かない。付属マニュアルには機体の微調整方法の他、補修方法に関する記述も見られる。大人でも数十回の飛行を通して最低数時間以上は練習と調整を必要とするほどに難易度の高い玩具であり、補修・補強用のセロハンテープは必須である。
また屋内専用機となっており、エアコンの風に煽られただけでもバランスを崩して墜落するほどに繊細で、調整次第では結構なスピードが出る点でも、ワンルームマンションの屋内では飛ばし辛い。最小旋回半径は1mほどだが、旋回させると揚力不足で降下するため、最低でも8畳程度の部屋は欲しいところである。ただワンルームでも部屋の隅から隅までを飛ばすことで雰囲気を楽しむことはできる。
操作自体は、墜落するのを前提に調整済み機体であれば小学校中学年くらいからでも楽しむことは可能なほど単純であるが、投げ方や出力調整と操作のタイミングは熟練を要する。

## 付属品・その他
本体と赤外線コントローラーのセットに、画鋲で壁に付けるための本体ラックが付属している。またキャリングケース付きのセットも販売されている。
単三乾電池3本と補修用のセロハンテープや接着剤は付属しない。
赤外線コントローラーはAとBの2バンドが用意されており、2機同時の飛行も可能である。